# 영동 영국사 목조보살좌상 및 좌대
영동 영국사 목조보살좌상 및 좌대(永同 寧國寺 木造菩薩坐像 및 座臺)는 충청북도 영동군 양산면, 영국사에 있는 조선시대의 불상 및 좌대이다. 2013년 11월 8일 충청북도의 유형문화재 제352호로 지정되었다.

## 개요
영국사 대웅전에 봉안된 목조보살상은 삼존불상의 하나로 조각승 여찬(呂贊)이 제작에 참여했고 단아한 양식의 18세기 전반 충북지역의 불상 양식을 잘 보여주고 있다.
본존상 대좌에 적혀 있는 조성기에는 1702년과 1711년의 제작 기록이 있고각기 보살상 대좌에도 좌(左), 우(右)의 묵서명이 남아 있다.

## 참고 자료
- 영동 영국사 목조보살좌상 및 좌대 - 국가유산청 국가유산포털